# Russell Collins
Russell Collins (Indianapolis, 11 ottobre 1897 – West Hollywood, 14 novembre 1965) è stato un attore statunitense.
Recitò in teatro a Broadway dal 1932 al 1963, in 22 film dal 1935 al 1965 e apparve in oltre 70 serie televisive dal 1948 al 1965. Fu accreditato anche con il nome Russ Collins.

## Biografia
Dopo aver frequentato l'Università dell'Indiana, Collins fece la sua prima apparizione sul palcoscenico nel 1922. Lavorò in alcuni dei primi lavori messi in scena dal Group Theatre di New York, tra i quali Success Story, che rappresentò il suo debutto assoluto a Broadway e che fu il primo di una lunga carriera sul palcoscenico. Il suo ruolo più noto a Broadway fu probabilmente quello di protagonista nel musical Johnnie Johnson, andato in scena nel 1935. Specializzatosi in ruoli di caratterista, Collins proseguì con successo la carriera teatrale e fu molto richiesto anche sul grande schermo, dove apparve in film quali Niagara (1953) e L'albero della vita (1957).
Fu anche un popolare volto del piccolo schermo, presente in spettacoli in diretta e in serie televisive degli anni cinquanta. Il cinema e la televisione non gli impedirono di tornare periodicamente al teatro. Nel 1950 interpretò il ruolo di "Doc" nell'allestimento della commedia Mister Roberts, messa in scena al London Coliseum, accanto a Tyrone Power nel ruolo del tenente Doug Roberts e Jackie Cooper in quello del guardiamarina Pulver. Morì di un attacco di cuore il 14 novembre 1965 a West Hollywood, California.

## Filmografia

### Cinema
- Pie in the Sky, regia di Ralph Steiner - cortometraggio (1935)
- Seeds of Freedom, regia di Hans Burger, Sergej M. Eizenstein (1943)
- Close-Up, regia di Jack Donohue (1948)
- Fiori nel fango (Shockproof), regia di Douglas Sirk (1949)
- Le colline camminano (The Walking Hills), regia di John Sturges (1949)
- Mentre la città dorme (The Sleeping City), regia di George Sherman (1950)
- Vacanze a Montecarlo (Monte Carlo Baby), regia di Jean Boyer e Lester Fuller (1951)
- Niagara, regia di Henry Hathaway (1953)
- Destinazione Mongolia (Destination Gobi), regia di Robert Wise (1953)
- Pioggia (Miss Sadie Thompson), regia di Curtis Bernhardt (1953)
- La febbre dell'uranio (Canyon Crossroads), regia di Alfred L. Werker (1955)
- Giorno maledetto (Bad Day at Black Rock), regia di John Sturges (1955)
- L'avventuriero di Hong Kong (Soldier of Fortune), regia di Edward Dmytryk (1955)
- L'ultima frontiera (The Last Frontier), regia di Anthony Mann (1955)
- L'albero della vita (Raintree County), regia di Edward Dmytryk (1957)
- Duello nell'Atlantico (The Enemy Below), regia di Dick Powell (1957)
- Bella, affettuosa, illibata cercasi... (The Matchmaker), regia di Joseph Anthony (1958)
- Il piccolo campo (God's Little Acre), regia di Anthony Mann (1958)
- La trappola del coniglio (The Rabbit Trap), regia di Philip Leacock (1959)
- A prova di errore (Fail-Safe), regia di Sidney Lumet (1964)
- I cacciatori del lago d'argento (Those Calloways), regia di Norman Tokar (1965)
- When the Boys Meet the Girls, regia di Alvin Ganzer (1965)

### Televisione
- Actor's Studio – serie TV, 4 episodi (1948-1949)
- The Philco Television Playhouse – serie TV, un episodio (1950)
- Lights Out – serie TV, episodio 3x37 (1951)
- Out There – serie TV, un episodio (1951)
- Schlitz Playhouse of Stars – serie TV, un episodio (1952)
- Suspense – serie TV, 6 episodi (1949-1952)
- Lux Video Theatre – serie TV, 2 episodi (1951-1952)
- Robert Montgomery Presents – serie TV, un episodio (1953)
- Short Short Dramas – serie TV, un episodio (1953)
- Omnibus – serie TV, un episodio (1953)
- You Are There – serie TV, un episodio (1953)
- Danger – serie TV, 2 episodi (1953-1954)
- Kraft Television Theatre – serie TV, un episodio (1955)
- Armstrong Circle Theatre – serie TV, 2 episodi (1955-1956)
- The Alcoa Hour – serie TV, 2 episodi (1955-1956)
- The United States Steel Hour – serie TV, 2 episodi (1955-1957)
- On Trial – serie TV, un episodio (1957)
- The Web – serie TV, un episodio (1957)
- The Real McCoys – serie TV, un episodio (1957)
- Studio One – serie TV, 4 episodi (1955-1957)
- Kraft Television Theatre – serie TV, 5 episodi (1952-1958)
- Mike Hammer – serie TV, un episodio (1958)
- Le grandi fiabe (Shirley Temple's Storybook) – serie TV, 2 episodi (1958)
- L'uomo ombra (The Thin Man) – serie TV, episodio 1x25 (1958)
- Playhouse 90 – serie TV, 2 episodi (1958)
- General Electric Theater – serie TV, episodio 6x28 (1958)
- Matinee Theatre – serie TV, un episodio (1958)
- Man with a Camera – serie TV, un episodio (1958)
- The Rifleman – serie TV, 2 episodi (1958)
- Westinghouse Desilu Playhouse – serie TV, episodio 1x18 (1959)
- The DuPont Show of the Month – serie TV, episodi 1x03-2x07 (1957-1959)
- The Ransom of Red Chief – film TV (1959)
- Play of the Week – serie TV, 2 episodi (1960)
- Have Gun - Will Travel – serie TV, episodio 4x10 (1960)
- Scacco matto (Checkmate) – serie TV, episodio 1x17 (1961)
- The Islanders – serie TV, un episodio (1961)
- Bachelor Father – serie TV, un episodio (1961)
- Peter Gunn – serie TV, episodio 3x28 (1961)
- The Joke and the Valley – film TV (1961)
- Bonanza – serie TV, un episodio (1961)
- La città in controluce (Naked City) – serie TV, un episodio (1961)
- I detectives (The Detectives) – serie TV, episodio 3x10 (1961)
- The Tall Man – serie TV, 2 episodi (1961)
- The DuPont Show of the Week – serie TV, 2 episodi (1961)
- Alfred Hitchcock presenta (Alfred Hitchcock Presents) – serie TV, 9 episodi (1956-1961)
- Ai confini della realtà (The Twilight Zone) – serie TV, episodio 3x21 (1962)
- The Many Loves of Dobie Gillis – serie TV, un episodio (1962)
- The Dick Powell Show – serie TV, episodio 1x28 (1962)
- 87ª squadra (87th Precinct) – serie TV, un episodio (1962)
- Carovane verso il west (Wagon Train) – serie TV, 2 episodi (1961-1962)
- Corruptors (Target: The Corruptors) – serie TV, episodio 1x34 (1962)
- Gli intoccabili (The Untouchables) – serie TV, 2 episodi (1961-1962)
- Going My Way – serie TV, episodio 1x01 (1962)
- La parola alla difesa (The Defenders) – serie TV, un episodio (1963)
- Perry Mason – serie TV, un episodio (1963)
- The Dick Van Dyke Show – serie TV, un episodio (1963)
- L'ora di Hitchcock (The Alfred Hitchcock Hour) – serie TV, episodio 2x07 (1963)
- La grande avventura (The Great Adventure) – serie TV, episodio 1x10 (1963)
- The Outer Limits – serie TV, un episodio (1964)
- Hazel – serie TV, 2 episodi (1963-1964)
- The Beverly Hillbillies – serie TV, un episodio (1964)
- The Nurses – serie TV, 2 episodi (1963-1964)
- Ben Casey – serie TV, 2 episodi (1964)
- Il fuggiasco (The Fugitive) – serie TV, 2 episodi (1964)
- Many Happy Returns – serie TV, un episodio (1964)
- Profiles in Courage – serie TV, 2 episodi (1964)
- Insight – serie TV, un episodio (1965)
- Slattery's People – serie TV, un episodio (1965)
- The Farmer's Daughter – serie TV, un episodio (1965)
- Il dottor Kildare (Dr. Kildare) – serie TV, un episodio (1965)
- A Man Called Shenandoah – serie TV, episodio 1x16 (1966)

## Doppiatori italiani
- Amilcare Pettinelli in Le colline camminano
- Lauro Gazzolo in Niagara; Pioggia, Duello nell'Atlantico
- Bruno Persa in Il piccolo campo